# Associação Jaguaré Esporte Clube
L'Associação Jaguaré Esporte Clube, noto anche semplicemente come Jaguaré, è una società calcistica brasiliana con sede nella città di Jaguaré, nello stato dell'Espírito Santo.

## Storia
Il club è stato fondato il 15 dicembre 2001. Ha vinto la Copa Espírito Santo nel 2007. Il Jaguaré ha partecipato al Campeonato Brasileiro Série C nel 2007, dove è stato eliminato alla prima fase. Il club ha partecipato alla Coppa del Brasile nel 2008, dove è stato eliminato al primo turno dal River del Piauí.

## Palmarès

### Competizioni statali
- Copa Espírito Santo: 1

2007
- Campeonato Capixaba Série B: 1

2023